# Pseudocarabodes orangutan
Pseudocarabodes orangutan är en kvalsterart som först beskrevs av Sandór Mahunka 1996.  Pseudocarabodes orangutan ingår i släktet Pseudocarabodes och familjen Carabodidae. Inga underarter finns listade i Catalogue of Life.